# 29508 Bottinelli
29508 Bottinelli este o planetă minoră (asteroid), cu un diametru de 6,956 km, din centura de asteroizi. A fost descoperită pe 7 decembrie 1997 la Caussols de OCA-DLR Asteroid Survey⁠(d). 
Obiectul prezintă o orbită caracterizată de o semiaxă mare de 3,1300184 UAi, o excentricitate de 0,18, o înclinație de 2,2692 ° în raport cu ecliptica.